# Lydlinch
Lydlinch är en ort och civil parish i Storbritannien.   Den ligger i kommunen Dorset och riksdelen England, i den södra delen av landet, 170 km väster om huvudstaden London. Lydlinch ligger 69 meter över havet och antalet invånare är 437.
Terrängen runt Lydlinch är huvudsakligen platt, men åt sydost är den kuperad.Runt Lydlinch är det ganska tätbefolkat, med 108 invånare per kvadratkilometer. Närmaste större samhälle är Yeovil, 19,0 km väster om Lydlinch. Trakten runt Lydlinch består till största delen av jordbruksmark.